# Eliurus carletoni
Eliurus carletoni és una espècie de mamífer rosegador de la família dels nesòmids. És endèmic del nord de Madagascar, on viu als boscos perennifolis secs del massís d'Ankarana. Fou anomenat en honor del zoòleg estatunidenc Michael Dean Carleton. El ventre és de color blanc grisenc i el dors de color marró fosc. Té una llargada de cap a gropa de 147,7 mm, una cua de 174,3 mm i un pes de 94,8 g (valors mitjans).